# Laventure
Laventure är en ort i Mauritius.   Den ligger i distriktet Flacq, i den västra delen av landet, 19 km öster om huvudstaden Port Louis. Laventure ligger 120 meter över havet och antalet invånare är 6 171. Den ligger på ön Mauritius.
Terrängen runt Laventure är platt åt nordost, men åt sydväst är den kuperad.  Närmaste större samhälle är Port Louis, 18,6 km väster om Laventure. I omgivningarna runt Laventure växer i huvudsak städsegrön lövskog.